# Ahamkára
Ahamkára (gevoel, besef, bewustzijn, eigenwaan, abhimána, trots, zelfgenoegzaamheid, trots of verbeelding van individualiteit) is een Sanskriet term uit het hindoeïsme en een van de 25 tattva's (fysieke en metafysieke categorieën) uit de Sankhya filosofie. Het besef: 'Ik doe, ik voel, ik denk, ik ben; er bestaat niets hoger dan mij.'

## Tattva's
De schepping van mens of universum komt tot stand door de vereniging van purusha (ziel, geest) en prakriti (materie, natuur). Van prakriti komt buddhi (intellect) en van buddhi komt ahamkara. Van ahamkara komt een tweevoudige creatie: een elfvoudige en vijfvoudige, samen een zestiental. 
- De elfvoudige bestaat uit de elf  organen van waarneming: de jananendriya's (organen van waarneming) en karmendriya's (organen van handeling) en manas ('mind'). Alleen door het gebruik van onze zintuigen kunnen we ons bewust worden van ons individuele bestaan.
- De vijfvoudige creatie bestaat uit de vijf rudimentaire elementen. 
  - Van die vijf rudimentaire elementen komen ten slotte de vijf grove elementen, wat de 25 tattva's compleet maakt.

Prakriti en haar gevolg bezitten en werken door de drie guna's: sattva (goedheid), rajas (strijd, activiteit) en tamas (duisternis). 
Van ahamkara (bewustzijn, ik-besef) beïnvloed door sattva komt vaikrita (de gewijzigde), de goede elfvoudige creatie (van organen); door tamas komt bhutadi (eerste primitieve element, duisternis), de duistere creatie van de vijf rudimentaire elementen. Zowel de vaikrita als bhutadi worden beïnvloed door rajas om taijasa (de actieve), actief, te worden (XXV, bháshya (commentaar) van Gaurapada).
Volgens een commentaar op de Sankhya Pravachana echter, komen van vaikrita het elfde orgaan, 'mind' (manas); van bhutadi de rudimentaire elementen en vervolgens de grove elementen; en van taijasa de tien organen (van waarneming en handeling).